# Урефты (деревня)
Урефты — деревня в Сосновском районе Челябинской области России. Входит в состав Долгодеревенского сельского поселения.

## География
Деревня находится на северо-западном берегу одноимённого озера, на расстоянии 10 км к северо-востоку от села Долгодеревенское, административного центра района, и 30 км к северу от города Челябинск, административного центра области.

### Часовой пояс
Деревня Урефты, как и вся Челябинская область, находится в часовой зоне МСК+2. Смещение применяемого времени относительно UTC составляет +5:00.

## Население
| 2002 | 2010 |
| ---- | ---- |
| 153  | ↘87  |

## Транспорт
В 2 км к западу от деревни проходит федеральная автодорога М-5 «Урал» «Подъезд к Екатеринбургу».

## Археология
Вблизи деревни расположен археологический памятник андроновской культуры «Урефты I».